# Haut des Yraux
Le Haut des Yraux est un sommet du massif des Vosges culminant à 985 mètres d'altitude.

## Toponymie
La montagne est indiquée sous le nom de signal de Sainte-Marie sur la carte d'état-major (1820-1866).
Le terme Yraux pourrait être une déformation de « Héraux », qui désigne un bosquet ou un lieu où pousse le buis. Une autre hypothèse suggère que Yraux provienne d'une ancienne interprétation linguistique combinant des sonorités comme ver, war, ou wer, signifiant « grand » ou « nombreux », avec alb ou alp, termes désignant une hauteur ou un rempart sacré. Ainsi, Weralb ou Weralp aurait pu évoluer phonétiquement en Werau au XIe siècle, car weralp devient successivement weral, puis werau ou iwerau, désignant une montagne servant de barrière naturelle.

## Géographie
Constitué de granite à petits grains, le Haut des Yraux s'étend à cheval sur la Lorraine (Vosges) et l'Alsace (Haut-Rhin) et est traversé par le sentier de grande randonnée 531.

## Histoire
La partie nord de la montagne comprend la chaume de Lusse, une étendue de pâturages autrefois exploitée pour un élevage extensif de bovins et de porcs, avec une pratique de transhumance saisonnière. Ces terres étaient probablement utilisées par des éleveurs locaux et des marcaires migrants, qui bénéficiaient de baux précaires ou de tolérances accordées par les forestiers. En 1834, la chaume de Lusse s'étendait sur environ cent hectares et offrait un pâturage suffisant pour une cinquantaine de vaches.
Durant la Première Guerre mondiale, la chaume de Lusse fut le théâtre de combats et revêtit une importance stratégique pour les armées allemandes, qui l'utilisèrent pour le transport de munitions et de matériel, en traversant notamment la forêt domaniale de Colroy-Lubine.
La croix Jardon a été érigée par l'Office national des forêts (ONF) en mémoire de Joseph Jardon, un bûcheron décédé en 1839 à la suite d'une chute d'arbre.

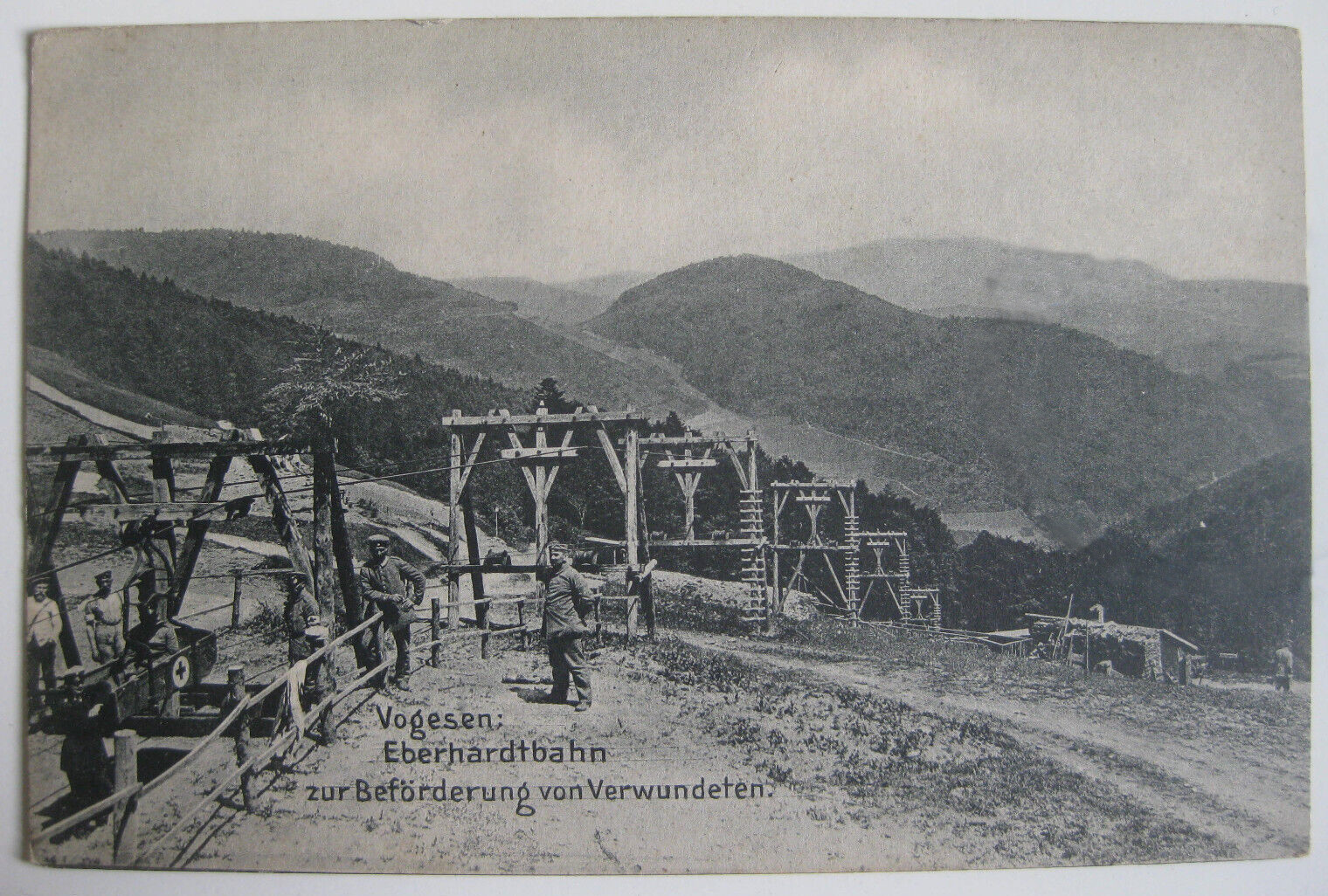
Eberhardtbahn à la chaume de Lusse.
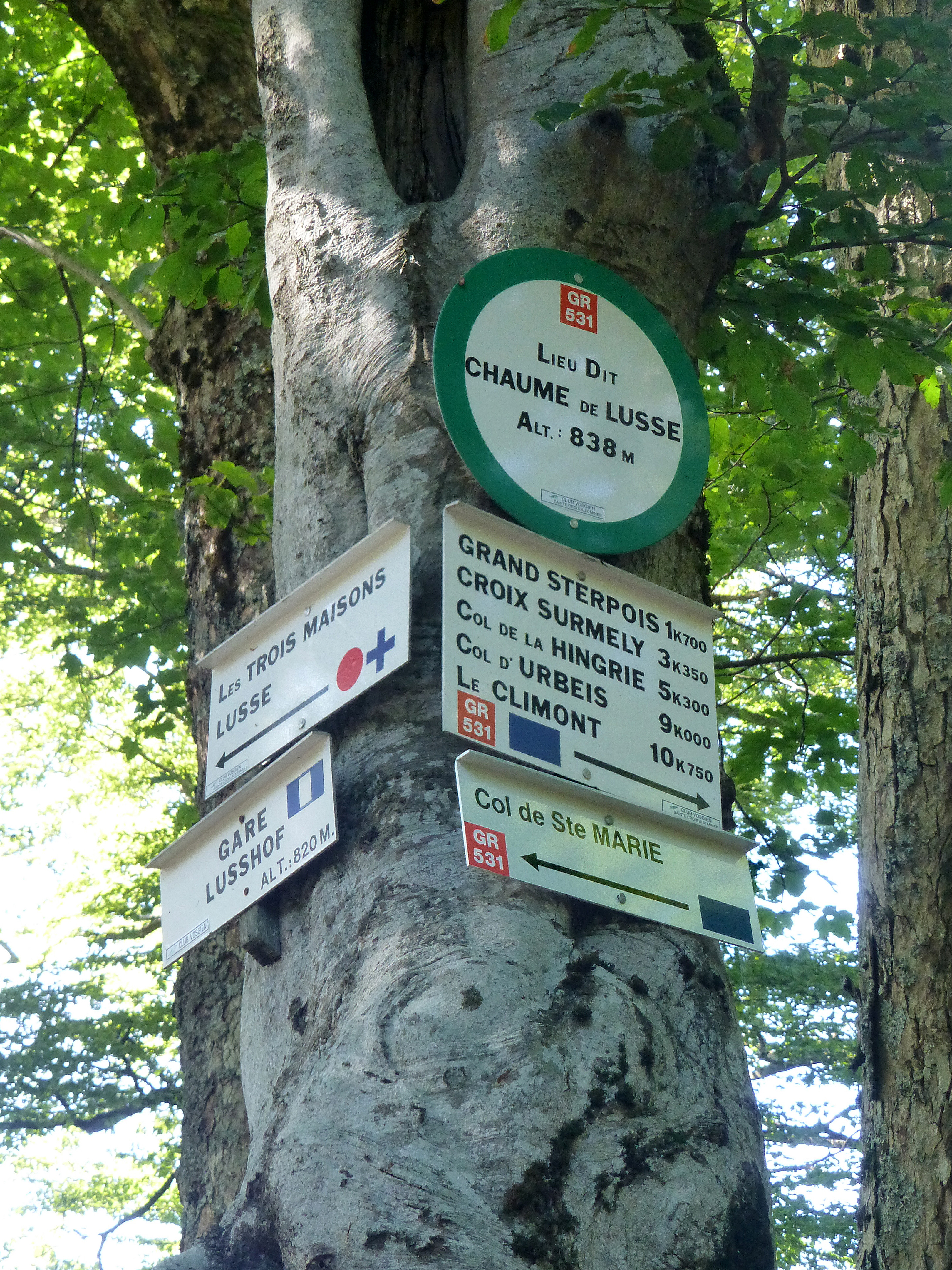
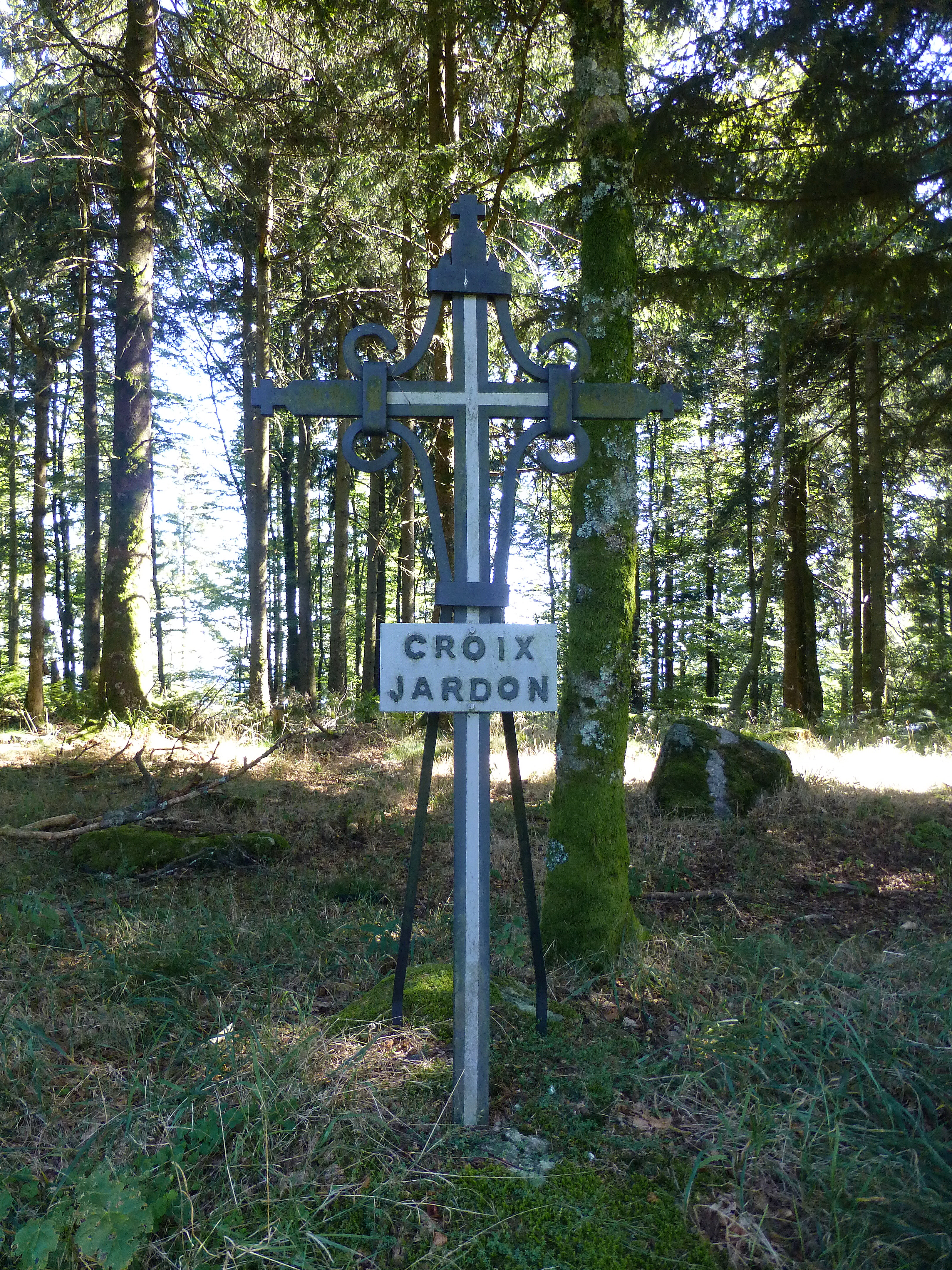
Croix Jardon.

## Activités

### Refuge Robinot
Le refuge Robinot, rénové en 2021 par des élèves du lycée Louise-Weiss et perché à 865 m, offre un dortoir capable d'accueillir jusqu'à six personnes,.

## Légende
Au sud-est du Haut des Yraux se situe la pierre de Lusse, une roche liée à la légende de la fée Mélusine, localement appelée fée Merlusse. Selon la tradition, cette fée aurait fondé les hameaux de Haute et Basse Merlusse, et la roche est associée à l'image de la fée berçant des enfants au son d'une douce mélodie.